# Pine Valley (Nova Jersey)
Pine Valley és una població dels Estats Units a l'estat de Nova Jersey. Segons el cens del 2008 tenia 24 habitants.

## Demografia
Segons el cens del 2000, Pine Valley tenia 20 habitants, 8 habitatges, i 7 famílies. La densitat de població era de 8,1 habitants/km².
Dels 8 habitatges en un 25% hi vivien nens de menys de 18 anys, en un 87,5% hi vivien parelles casades, en un 0% dones solteres, i en un 12,5% no eren unitats familiars. En el 12,5% dels habitatges hi vivien persones soles el 12,5% de les quals corresponia a persones de 65 anys o més que vivien soles. El nombre mitjà de persones vivint en cada habitatge era de 2,5 i el nombre mitjà de persones que vivien en cada família era de 2,71.
Per edats la població es repartia de la següent manera: un 25% tenia menys de 18 anys, un 0% entre 18 i 24, un 20% entre 25 i 44, un 15% de 45 a 60 i un 40% 65 anys o més.
L'edat mediana era de 58 anys. Per cada 100 dones de 18 o més anys hi havia 114,3 homes.
La renda mediana per habitatge era de 31.875 $ i la renda mediana per família de 65.625 $. Els homes tenien una renda mediana de 36.250 $ mentre que les dones 52.500 $. La renda per capita de la població era de 23.981 $. Cap de les famílies estaven per davall del llindar de pobresa.

## Poblacions més properes
El següent diagrama mostra les poblacions més properes.